# Cabinet du Brésil
Le cabinet du Brésil (portugais : Gabinete Ministerial do Brasil) comprend les ministres et principaux conseillers de la branche exécutive du gouvernement fédéral du Brésil. Ses membres sont nommés par le président de la République.

## Composition
| Image                                     | Portefeuille | Titulaire | Titulaire                            | Parti     |
| ----------------------------------------- | --- | --------- | ------------------------------------ | --------- |
|                                           | Président de la République                                                                                       |           | Luiz Inácio Lula da Silva            | PT        |
|                                           | Vice-président de la République Ministre du Développement, de l'Industrie, du Commerce extérieur et des Services |           | Geraldo Alckmin                      | PSB       |
|                                           | Ministre de l'Agriculture et de l'Élevage                                                                        |           | Carlos Fávaro                        | PSD       |
|                                           | Ministre des Villes                                                                                              |           | Jader Barbalho Filho                 | MDB       |
|                                           | Ministre des Sciences, de la Technologie et de l'Innovation                                                      |           | Luciana Santos                       | PCdoB     |
|                                           | Ministre des Communications                                                                                      |           | Juscelino Filho                      | UNIÃO     |
|                                           | Ministre de la Culture                                                                                           |           | Margareth Menezes                    | Indép.    |
|                                           | Ministre de la Défense                                                                                           |           | José Múcio (pt)                      | PTB       |
|                                           | Ministre du Développement agraire                                                                                |           | Paulo Teixeira                       | PT        |
|                                           | Ministre du Développement social, de l'Assistance, de la Famille et de la lutte contre la faim                   |           | Wellington Dias                      | PT        |
|                                           | Ministre des Droits de l'Homme et de la Citoyenneté                                                              |           | Silvio Almeida                       | Indép.    |
|                                           | Ministre de l'Éducation                                                                                          |           | Camilo Santana                       | PT        |
|                                           | Ministre des Sports                                                                                              |           | Ana Moser                            | Indép.    |
|                                           | Ministre des Finances                                                                                            |           | Fernando Haddad                      | PT        |
|                                           | Ministre de la Gestion et l'innovation dans les services publics                                                 |           | Esther Dweck (pt)                    | Indép.    |
|                                           | Ministre de l'Égalité raciale                                                                                    |           | Anielle Franco                       | PT        |
|                                           | Ministre de l'Intégration et du Développement régional                                                           |           | Waldez Góes                          | PDT-UNIÃO |
|                                           | Ministre de la Justice et de la Sécurité publique                                                                |           | Flávio Dino                          | PSB       |
|                                           | Ministre de l'Environnement et du Changement climatique                                                          |           | Marina Silva                         | REDE (en) |
|                                           | Ministre des Mines et de l'Énergie                                                                               |           | Alexandre Silveira (pt)              | PSD       |
|                                           | Ministre des Femmes                                                                                              |           | Cida Gonçalves                       | PT        |
|                                           | Ministre de la Pêche                                                                                             |           | André de Paula                       | PSD       |
|                                           | Ministre de la Planification                                                                                     |           | Simone Tebet                         | MDB       |
|                                           | Ministre des Ports et des aéroports                                                                              |           | Marcio França (pt)                   | PSB       |
|                                           | Ministre des Peuples autochtones                                                                                 |           | Sônia Guajajara                      | PSOL      |
|                                           | Ministre de la Sécurité sociale                                                                                  |           | Carlos Lupi                          | PDT       |
|                                           | Ministre des Relations extérieures                                                                               |           | Mauro Vieira                         | Indép.    |
|                                           | Ministre des Relations institutionnelles                                                                         |           | Marcos Antonio Amaro dos Santos (pt) | Indép.    |
|                                           | Ministre de la Santé                                                                                             |           | Nísia Trindade (pt)                  | Indép.    |
|                                           | Ministre du Travail et de l'Emploi                                                                               |           | Luiz Marinho (pt)                    | PT        |
|                                           | Ministre des Transports                                                                                          |           | Renan Filho (pt)                     | MDB       |
|                                           | Ministre du Tourisme                                                                                             |           | Daniela do Waguinho                  | UNIÃO     |
| Organismes ayant le statut de ministère   | |           |                                      |           |
|                                           | Procureur général                                                                                                |           | Jorge Messias (pt)                   | PT        |
|                                           | Chef de cabinet civil de la présidence de la République                                                          |           | Rui Costa                            | PT        |
|                                           | Contrôleur général fédéral                                                                                       |           | Vinícius Marques de Carvalho         | Indép.    |
|                                           | Chef de cabinet de la Sécurité institutionnelle                                                                  |           | Gonçalves Dias                       | Indép.    |
| Secrétariats ayant le statut de ministère | |           |                                      |           |
|                                           | Secrétaire spécial à la communication sociale                                                                    |           | Paulo Pimenta (pt)                   | PT        |
|                                           | Secrétaire général de la présidence de la République                                                             |           | Márcio Macêdo (pt)                   | PT        |